# Belonopteryx arteriosa
Belonopteryx arteriosa is een insect uit de familie van de gaasvliegen (Chrysopidae), die tot de orde netvleugeligen (Neuroptera) behoort. 
Belonopteryx arteriosa is voor het eerst wetenschappelijk beschreven door Gerstäcker in 1863.